# Villa Widmann
Villa Seriman, Widmann Rezzonico, Foscari, Costanzo è una villa veneta di Mira, situata lungo la Riviera del Brenta.

## Storia
Il palazzo era incluso nei beni che all'inizio del Settecento Diodato Sceriman aveva ricevuto in dote dalla famiglia della moglie, i Tornimbeni. Un'incisione di Giovanni Francesco Costa risalente a quel periodo mostra chiaramente come il palazzo fosse assai diverso dall'attuale, privo degli annessi che proprio lo Sceriman fece costruire in funzione delle attività agricole che si svolgevano nei fondi vicini.
Nel 1750 lo Sceriman morì e la proprietà fu venduta al duca Gabrio Serbelloni, il quale, tra il 1759 e il 1782, ampliò l'edificio in base agli stili architettonici diffusi in Lombardia (la sua famiglia era di origini milanesi).
Dopo la parentesi napoleonica, la villa passò ai Widmann Rezzonico (che, forse, già la abitavano pur non essendone i proprietari). Nel 1883 venne aggiudicata all'asta a Francesco Somazzi; alla sua morte, nel 1896, il figlio Carlo la vendette a Giovanni Guolo e questi, nel 1897, la affittò a Pietro Foscari ed Elisabetta Widmann Rezzonico (quest'ultima discendente dei vecchi proprietari), i quali poi la acquistarono nel 1901. Passata al loro figlio Ludovico Foscari Widmann Rezzonico nel 1946, nel 1970 fu comprata dall'industriale Settimo Costanzo, che la sottopose a un importante restauro.
Dal 1984 venne acquistata dalla Provincia di Venezia durante un'asta giudiziaria. Oggi è sede dell'azienda di promozione turistica.

## Descrizione

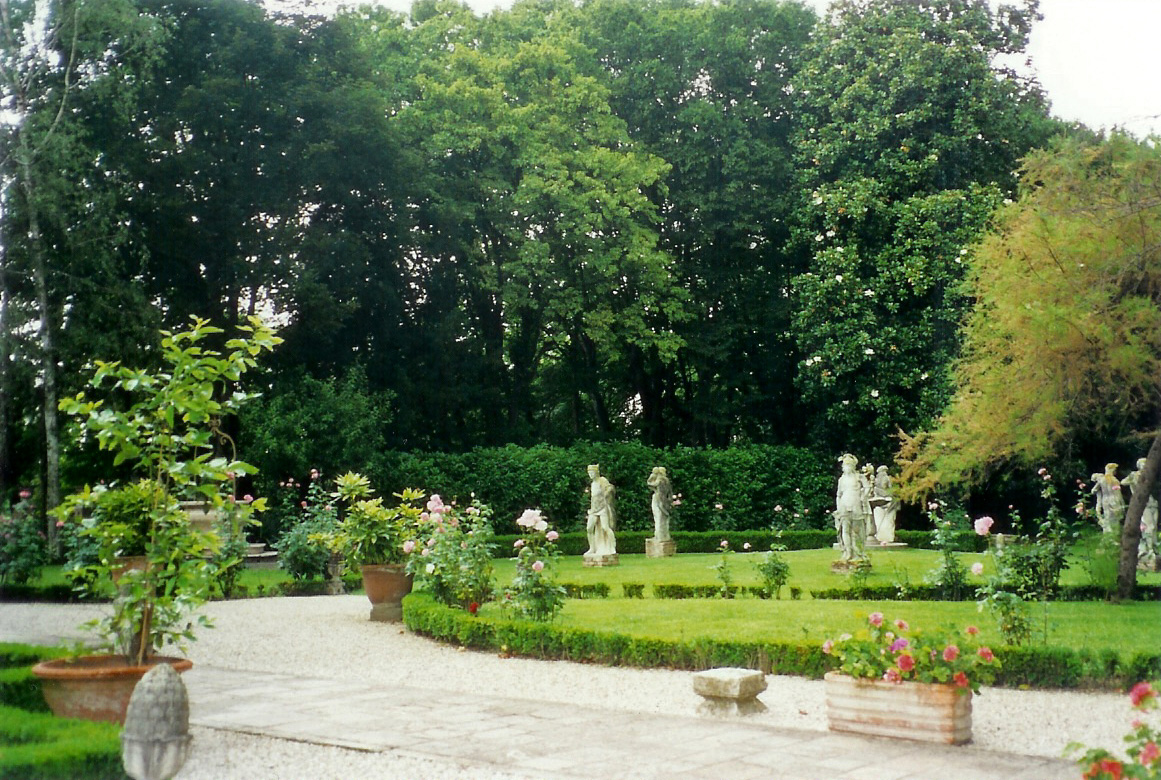
Il giardino decorato da sculture

La villa è un edificio a pianta quadrata, che sposa la tradizione delle ville venete con lo stile rococò di gusto francese tardo settecentesco. Disposta su due piani, ha le quattro facce rialzate centralmente di un piano e terminate da timpani arcuati sovrastati da elementi scultorei; la facciata principale, dove è dislocato l'ingresso, ha un piccolo portico sostenuto da due colonne tuscaniche, mentre la forometria ha forme e cornici del XVIII secolo.
Internamente, l'edificio si disegna attorno a un salone centrale, riccamente decorato da affreschi e stucchi policromi, con soppalco al primo piano, secondo l'impostazione delle sale da ballo delle ville venete.
Annessi alla villa ci sono una barchessa caratterizzata da arconi a tutto sesto e un oratorio, entrambi settecenteschi: durante i lavori voluti dai Widmann alla fine del secolo, le due strutture, inizialmente autonome, furono unite.
Nella cappella sono sepolti degli esponenti della famiglia Widmann, casato veneziano di origine austriaca.
Villa Widmann è dotata di un ampio parco, nel quale, al verde della flora, si alternano numerose statue di diversa epoca e provenienza.